# 安城市 (京畿道)
安城市（アンソンし）は、大韓民国京畿道の南部にある市である。
近世（朝鮮王朝時代）には鍮器の製造をはじめとする商工業で栄えた。朝鮮語で「おあつらえ向き」を意味する慣用句「안성맞춤（アンソンマッチュム）」は、この町の鍮器生産に由来すると説明される（#アンソンマッチュム）。

## 地理
東部は車嶺山脈に連なる山地となっており、忠清北道との境界に位置する南部の瑞雲山（547m）が最高峰である。朝鮮半島中央部に位置し、安城川が市内に源を発して西に流れている。自然災害が少ないため、朝鮮時代から住みやすいところと呼ばれ始め、安城という地名になった。 
朝鮮半島の中央に位置している。
三道をつなぐ役割とソウルに行く途中に必ず安城を通らなければならなかったため、朝鮮時代から商業の都市であり、全国3大市場の中の1つが安城市場とされた。。
西に平沢市、北に龍仁市、東に利川市、東南に忠清北道鎮川郡、西南に忠清南道天安市に隣接する。

## 歴史
古代には奈兮忽（ネヘホル）と呼ばれ、百済・高句麗・新羅がせめぎあう土地であった。6世紀半ば、百済の威徳王と高句麗の陽原王が争った熊川城を安城付近に比定する説もある。新羅時代には白城郡が置かれて漢州に属した。高麗時代の940年に安城郡が置かれ、1018年には水州の属県となった。
朝鮮王朝時代のはじめに安城郡が置かれて忠清道に属したが、1413年には京畿道に編入された。また、現在市域に含まれている西北部の陽城は陽城県、東部の竹山は竹山都護府であった。安城は近世には商工業の中心として栄え、鍮器の生産でその名を知られた。また、男寺党などの民衆芸能の拠点のひとつとなった。
近代の地方制度改革により都護府・郡・県などの呼称が郡に統一されて安城郡・陽城郡・竹山郡の3郡が編成され、1914年には陽城・竹山の両郡が安城郡に併合された。京釜線などの主要な鉄道交通網から外れたこともあり、伝統的な安城の真鍮産業は近代になって衰えている。1937年に中心部の安城面が邑に昇格した。
1998年4月1日、安城郡が安城市に昇格した。

### 年表
- 757年 - 白城郡が置かれる。
- 940年 - 安城郡が置かれる。
- 1895年旧暦閏5月1日 - 公州府安城郡となる（二十三府制）[2]
- 1896年8月4日 - 京畿道安城郡となる。（十三道制）[3]
- 1914年4月1日 - 郡面併合により、安城郡・陽城郡・竹山郡の一部が合併し、安城郡が発足。安城郡に12面が成立。[4]
  - 邑内面・宝蓋面・金光面・瑞雲面・薇陽面・大徳面・陽城面・孔道面・元谷面・竹一面・竹二面・竹三面

| 朝鮮総督府令第111号 |            |            |            |                                                |                                                |
| 旧行政区域          | 旧行政区域 | 旧行政区域 | 新行政区域 | 新行政区域                                     | 新行政区域                                     |
| 安城郡              | 北里面     | 北里面     | 邑内面     | 金石里、堂旺里、沙谷里                         | 金石里、堂旺里、沙谷里                         |
| 安城郡              | 西里面     | 西里面     | 邑内面     | 桂村里、道基里、西里、石井里、玉山里           | 桂村里、道基里、西里、石井里、玉山里           |
| 安城郡              | 東里面     | 東里面     | 邑内面     | 東里、場基里                                   | 東里、場基里                                   |
| 安城郡              | 鳥嶺面     | 鳥嶺面     | 金光面     | 四興里、三興里、五興里                         | 四興里、三興里、五興里                         |
| 安城郡              | 大門面     | 大門面     | 金光面     | 金光里、玉井里、閑雲里、玄谷里                 | 金光里、玉井里、閑雲里、玄谷里                 |
| 安城郡              | 加洞面     | 加洞面     | 金光面     | 開山里、内隅里、農村里、梧山里、玄水里         | 開山里、内隅里、農村里、梧山里、玄水里         |
| 安城郡              | 月洞面     | 月洞面     | 金光面     | 上中里、石下里、長竹里                         | 上中里、石下里、長竹里                         |
| 安城郡              | 奇村面     | 奇村面     | 瑞雲面     | 新基里、新興里、梧村里、中里                   | 新基里、新興里、梧村里、中里                   |
| 安城郡              | 松竹面     | 松竹面     | 瑞雲面     | 松山里、松井里、賢梅里                         | 松山里、松井里、賢梅里                         |
| 安城郡              | 徳谷面     | 徳谷面     | 瑞雲面     | 東村里、新村里、陽村里、仁里                   | 東村里、新村里、陽村里、仁里                   |
| 安城郡              | 立長面     | 立長面     | 瑞雲面     | 北山里、山坪里、新興里、青龍里                 | 北山里、山坪里、新興里、青龍里                 |
| 安城郡              | 木村面     | 木村面     | 薇陽面     | 康徳里、桂勒里、九水里、両辺里、保体里         | 康徳里、桂勒里、九水里、両辺里、保体里         |
| 安城郡              | 晩谷面     | 晩谷面     | 薇陽面     | 葛田里、九礼里、龍頭里、新基里                 | 葛田里、九礼里、龍頭里、新基里                 |
| 安城郡              | 于谷面     | 于谷面     | 薇陽面     | 開井里、古地里、法田里、新渓里                 | 開井里、古地里、法田里、新渓里                 |
| 安城郡              | 辰頭面     | 辰頭面     | 薇陽面     | 馬山里、陽支里、井洞里、真村里、後坪里         | 馬山里、陽支里、井洞里、真村里、後坪里         |
| 安城郡              | 竹村面     | 竹村面     | 大徳面     | 内里、新令里、竹里                             | 内里、新令里、竹里                             |
| 安城郡              | 所村面     | 所村面     | 大徳面     | 乾芝里、茅山里、湺東里、蘇峴里、兎峴里         | 乾芝里、茅山里、湺東里、蘇峴里、兎峴里         |
| 安城郡              | 見乃面     | 見乃面     | 大徳面     | 大農里、三閑里、辰峴里                         | 大農里、三閑里、辰峴里                         |
| 安城郡              | 金谷面     | 金谷面     | 大徳面     | 明堂里、舞陵里、素内里                         | 明堂里、舞陵里、素内里                         |
| 安城郡              | 加士面     | 加士面     | 宝蓋面     | 加士里、加峴里、九士里、内芳里                 | 加士里、加峴里、九士里、内芳里                 |
| 安城郡              | 北佐面     | 北佐面     | 宝蓋面     | 洑坪里、北佐里、新安里、烏頭里                 | 洑坪里、北佐里、新安里、烏頭里                 |
| 安城郡              | 其佐面     | 其佐面     | 宝蓋面     | 曲川里、其佐里、仏峴里                         | 曲川里、其佐里、仏峴里                         |
| 安城郡              | 居谷面     | 居谷面     | 宝蓋面     | 東新里、上三里、陽福里                         | 東新里、上三里、陽福里                         |
| 安城郡              | 栗洞面     | 栗洞面     | 宝蓋面     | 栗洞里、泥田里、新長里、迪加里                 | 栗洞里、泥田里、新長里、迪加里                 |
| 陽城郡              | 邑内面     | 邑内面     | 陽城面     | 旧場里、東恒里、石花里、楸谷里                 | 旧場里、東恒里、石花里、楸谷里                 |
| 陽城郡              | 金谷面     | 金谷面     | 陽城面     | 蘭室里、老谷里、美山里、長西里                 | 蘭室里、老谷里、美山里、長西里                 |
| 陽城郡              | 徳山面     | 徳山面     | 陽城面     | 徳峰里、名木里、芳新里、三岩里                 | 徳峰里、名木里、芳新里、三岩里                 |
| 陽城郡              | 紙洞面     | 紙洞面     | 陽城面     | 桃谷里、梨峴里、山井里、照日里                 | 桃谷里、梨峴里、山井里、照日里                 |
| 陽城郡              | 松五里面   | 松五里面   | 陽城面     | 防築里、筆山里                                 | 防築里、筆山里                                 |
| 陽城郡              | 孔梯面     | 孔梯面     | 孔道面     | 仏堂里、薪頭里、熊橋里                         | 仏堂里、薪頭里、熊橋里                         |
| 陽城郡              | 令通面     | 令通面     | 孔道面     | 乾川里、中洑里                                 | 乾川里、中洑里                                 |
| 陽城郡              | 九千里面   | 九千里面   | 孔道面     | 馬井里、万井里、両基里                         | 馬井里、万井里、両基里                         |
| 陽城郡              | 道一面     | 九龍洞面   | 孔道面     | 蝿頭里、龍頭里                                 | 素沙里、珍沙里                                 |
| 陽城郡              | 道一面     | 九龍洞面   | 元谷面     | 盤諸里                                         | 龍耳里                                         |
| 陽城郡              | 盤谷面     | 盤谷面     | 元谷面     | 月谷里、竹栢里、青龍里                         | 月谷里、竹栢里、青龍里                         |
| 陽城郡              | 元堂面     | 元堂面     | 元谷面     | 内加川里、芝文里、七谷里、外加川里             | 内加川里、芝文里、七谷里、外加川里             |
| 陽城郡              | 升良院面   | 升良院面   | 元谷面     | 山下里、聖恩里、聖住里                         | 山下里、聖恩里、聖住里                         |
| 竹山郡              | 蹄村面     | 蹄村面     | 竹一面     | 菱菊里                                         | 菱菊里                                         |
| 竹山郡              | 北二面     | 北二面     | 竹一面     | 新興里、和谷里                                 | 新興里、和谷里                                 |
| 竹山郡              | 北一面     | 北一面     | 竹一面     | 古銀里、唐村里、芳草里                         | 古銀里、唐村里、芳草里                         |
| 竹山郡              | 南二面     | 南二面     | 竹一面     | 松川里、月井里、長岩里、竹林里、花鳳里         | 松川里、月井里、長岩里、竹林里、花鳳里         |
| 竹山郡              | 南一面     | 南一面     | 竹一面     | 佳里、金山里、山北里、注川里                   | 佳里、金山里、山北里、注川里                   |
| 竹山郡              | 府一面     | 府一面     | 竹二面     | 斗峴里、長渓里、長陵里                         | 斗峴里、長渓里、長陵里                         |
| 竹山郡              | 府二面     | 府二面     | 竹二面     | 梅山里、長院里、竹山里                         | 梅山里、長院里、竹山里                         |
| 竹山郡              | 南面       | 南面       | 竹二面     | 唐木里、斗橋里、龍舌里、七長里                 | 唐木里、斗橋里、龍舌里、七長里                 |
| 竹山郡              | 西一面     | 西一面     | 竹三面     | 内長里、徳山里、龍月里、栗谷里、排台里         | 内長里、徳山里、龍月里、栗谷里、排台里         |
| 竹山郡              | 西二面     | 西二面     | 竹三面     | 基率里、南楓里、内康里、麻田里、美獐里、真村里 | 基率里、南楓里、内康里、麻田里、美獐里、真村里 |
| 竹山郡              | 西三面     | 西三面     | 竹三面     | 加峴里、東坪里                                 | 加峴里、東坪里                                 |
- 1915年6月1日（12面）[5]
  - 竹一面が一竹面に改称。
  - 竹二面が二竹面に改称。
  - 竹三面が三竹面に改称。
- 1915年（日付不明） - 龍仁郡古三面の一部が陽城面に編入。（12面）
- 1931年4月1日 - 邑内面が安城面に改称。（12面）
- 1937年7月1日 - 安城面が安城邑に昇格。[6]（1邑11面）
- 1963年1月1日 - 龍仁郡古三面を編入。[7]（1邑12面）
- 1983年2月15日 - 元谷面の龍耳里・竹栢里・青龍里・月谷里、孔道面の素沙里が安城の住民の同意や意見収集なしに平沢郡平沢邑に編入。[8]（1邑12面）
- 1987年1月1日（1邑12面）[9]
  - 宝蓋面陽福里の一部（福巨・新基・東新谷）が金光面に編入。
  - 三竹面南楓里・東平里・加峴里が宝蓋面に編入。加峴里が北加峴里に改称。
- 1990年1月1日 - 安城駅と安城線を閉鎖。
- 1992年9月30日 - 二竹面が竹山面に改称。[10]（1邑12面）
- 1997年6月6日 - 宝蓋面加士里・加峴里の全域および大徳面乾芝里・茅山里・蘇峴里の各一部が安城邑に編入。[11]（1邑12面）
- 1998年4月1日 - 安城郡が安城市に昇格。[12]（12面3行政洞）
  - 安城邑が3つの洞に分割。
  - 金光面農村里・玄水里が安城1洞に編入。
  - 瑞雲面中里が安城2洞に編入。
- 1999年8月30日 - 金光面内隅里の一部が玄水洞に編入。
- 2003年7月31日 - 金光面内隅里・開山里の一部を宝蓋面・発化洞に編入。[13]
- 2000年9月25日 - 安城男寺党パウトギ祭り幕開き。
- 2001年6月1日 - 孔道面が孔道邑に昇格。[14]（1邑11面3行政洞）
- 2006年10月12日 - 瑞雲面陽村里西陽村が西陽村と南陽村に分割。[15]
- 2007年9月 - 世界ソフトテニス選手権を開催。
- 2012年4月11日 - 第19代国会議員選挙で韓国憲政史上最年少国会議員出馬 (京畿道安城市選挙区)。
- 2012年10月1日 - 世界民俗祭り開催。
- 2020年10月5日 - スターフィールド安城オープン。
- 2024年1月 - 大韓民国ファーストブランド18年連続大賞受賞 (アンソンマチュムのブランド)。
- 2024年2月 - 2025年 東アジア文化都市 選定。
- 2024年9月3日 - 世界ソフトテニス選手権を開催。

## 行政

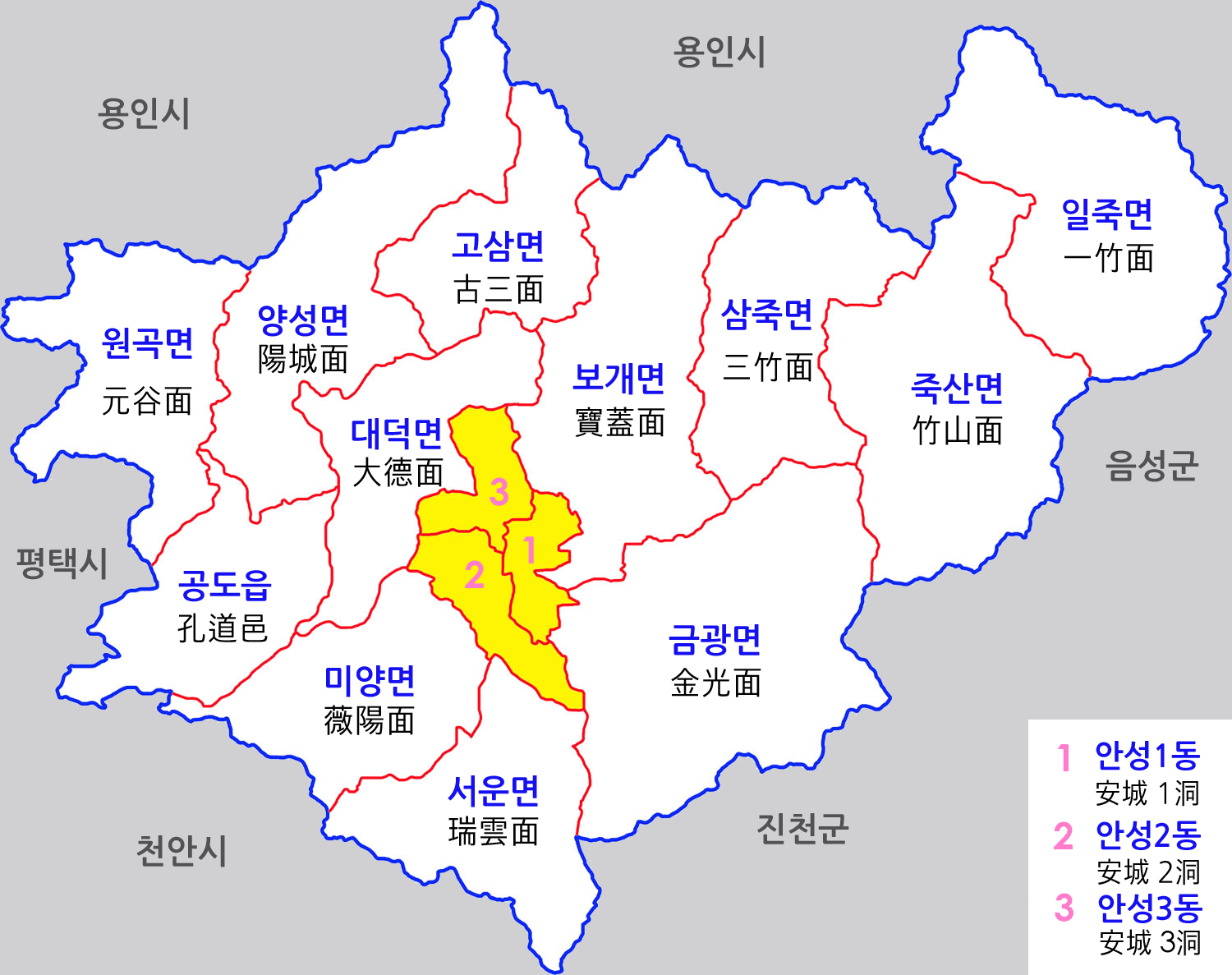
行政区域図

都農複合形態市であり、洞が置かれた安城1洞、安城2洞、安城3洞と孔道邑の都市部、面が置かれた農村部が並存する。3行政洞（33法定洞）1邑11面からなる。

### 下位行政区画
| 行政洞・邑・面                | 法定洞・法定里 |
| ----------------------------- | --- |
| 安城1洞（アンソン=イル=ドン） | 鳳山洞、崇仁洞、栄洞、鳳南洞、九苞洞、東本洞、明倫洞、玉川洞、楽園洞、倉前洞、城南洞、加士洞、加峴洞、玄水洞、発花洞                                     |
| 安城2洞（アンソン=イ=ドン）   | 新興洞、仁智洞、西仁洞、石井洞、峨洋洞、桂洞、玉山洞、道基洞、中里洞                                                                                     |
| 安城3洞（アンソン=サム=ドン） | 錦山洞、蓮池洞、大泉洞、金石洞、沙谷洞、堂旺洞、新乾芝洞、新蘇峴洞、新茅山洞                                                                             |
| 孔道邑（コンド=ウプ）         | 両基里、熊橋里、薪頭里、中洑里、龍頭里、蝿頭里、乾川里、仏堂里、万井里、馬井里、珍沙里                                                                   |
| 宝蓋面（ポゲ=ミョン）         | 迪加里、其佐里、北佐里、上三里、新長里、陽福里、烏頭里、泥田里、仏峴里、内紡里、東新里、曲川里、洑坪里、九士里、加栗里、新安里、東坪里、南楓里、北加峴里 |
| 金光面（クムグァン=ミョン）   | 内隅里、開山里、長竹里、上中里、金光里、玄谷里、三興里、四興里、五興里、閑雲里、梧山里、玉井里、石下里、新陽福里                                         |
| 瑞雲面（ソウン=ミョン）       | 仁里、青龍里、松井里、新村里、山坪里、賢梅里、東村里、新興里、新陵里、新基里、松山里、梧村里、陽村里、北山里                                             |
| 薇陽面（ミヤン=ミョン）       | 九礼里、桂勒里、開井里、新渓里、法田里、龍頭里、古地里、井洞里、九水里、真村里、葛田里、陽支里、保体里、新基里、康徳里、後坪里、馬山里、両辺里           |
| 大徳面（テドク=ミョン）       | 蘇峴里、兎峴里、茅山里、湺東里、明堂里、辰峴里、乾芝里、内里、大農里、竹里、新令里、舞陵里、素内里、三閑里                                               |
| 陽城面（ヤンソン=ミョン）     | 東恒里、旧場里、石花里、楸谷里、照日里、桃谷里、山井里、梨峴里、長西里、蘭室里、老谷里、美山里、防築里、筆山里、徳峰里、名木里、三岩里、芳新里           |
| 元谷面（ウォンゴク=ミョン）   | 聖恩里、七谷里、芝文里、山下里、内加川里、外加川里、盤諸里、聖住里                                                                                       |
| 一竹面（イルチュク=ミョン）   | 月井里、注川里、竹林里、佳里、山北里、唐村里、芳草里、松川里、古銀里、和谷里、菱菊里、新興里、金山里、長岩里、花鳳里                                     |
| 竹山面（チュクサン=ミョン）   | 竹山里、梅山里、長院里、斗峴里、長陵里、長渓里、龍舌里、七長里、唐木里、斗橋里                                                                           |
| 三竹面（サムジュク=ミョン）   | 内長里、栗谷里、龍月里、徳山里、排台里、内康里、真村里、美獐里、麻田里、基率里                                                                           |
| 古三面（コサム=ミョン）       | 双芝里、新倉里、大葛里、佳柳里、三隠里、鳳山里、月香里                                                                                                   |

### 警察
- 安城警察署

## 教育
大学校
- 韓京国立大学校
- 中央大学校

専門大学
- 東亜放送大学
- 韓国ポリテク大学
- 斗源工科大学

高校
安法高校(京畿道でトップ5に入る名門高校)
小学校
安城小学校,一竹小学校、竹山小学校、孔道小学校、陽城小学校、(教育の都市らしく、100年以上の小学校が5校ある。)
国際学校
米国の名門ベイラー国際学校がある。 毎年多くの学生がアイビーリーグに進学する。

## 交通

### 高速道路
郡域の西端に京釜高速道路、東端に統営-大田・中部高速道路がそれぞれ南北に走っている。京釜高速道路は韓国で1号線の高速道路でソウルから釜山まで行く中庸な高速道路
そして安城は韓国の全ての中庸な高速道路がつながってる。
韓国でインターチェンジが一番多いで9つのインターチェンジがある。
2025年1月1日に開通したソウル~世宗高速道路の中心地も安城だ。
- 京釜高速道路
  - 安城サービスエリア（釜山方向のみ） - 安城ジャンクション - 安城サービスエリア（ソウル方向のみ）
- 平沢-堤川高速道路
  - 安城ジャンクション - 西安城インターチェンジ - 松炭インターチェンジ
- 統営-大田・中部高速道路
  - 一竹インターチェンジ
- 世宗抱川高速道路
  - 安城マチュムインターチェンジ - 南安城インターチェンジ - 古三インターチェンジ - 金光インターチェンジ - 瑞雲インターチェンジ

### バス
首都圏急行広域バスは六つの地域だけあるけど
安城市にも2022年から広域バスを誘致し、現在7つの路線広域バスがある。

### 国道
- 国道17号線 (韓国)
- 国道1号線 (韓国)
- 国道34号線 (韓国)（朝鮮語版）
- 国道38号線 (韓国)（朝鮮語版）
- 国道45号線 (韓国)（朝鮮語版）

### 鉄道
市内を経由する鉄道路線はない。かつては市内を安城線が走っていたが、1989年までに全線が廃止された。
2030年安城市は40年ぶりに鉄道復活を控えている。(首都地区電鉄1号線と京江線、そしてソウルの江南から繋がる高速鉄道と東海まで行く高速鉄道の計4路線が建設される予定だ。)

## 文化・観光
- 七長寺
- 石南寺
- 青龍寺
- 安城奉業寺
- ミリネ聖地（1991年完成。韓国で最初の司祭金大建が安置されており、韓国カトリックの聖地とされている。）
- 安城マッチュム博物館（鍮器専門の博物館）
- 安城マッチュムランド（市が運営する文化施設。安城男寺党常設公演が行われる他、工芸文化センターなどがある）
- 安城ファームランド（韓国最大級の畜産体験型牧場。ドラマ『馬医』のロケ地でもある）
- 安城男寺党バウドギ祭
- 聴流斎樹木文学館 - 宝蓋面東新里682-5

なお、韓国で発売されているインスタントラーメンに「安城湯麺」という商品があるが、発売元（農心）の工場が安城市にあることと「アンソンマッチュム」のイメージを重ねたためであり、安城市自体が特に麺類を名物としているということはない。
•  スターフィールド 安城 (全国に4店舗しかないスターフィールドは安城市の孔道にある)
•  ドルビーシネマ 安城 (日本の全国に
は10店舗あり、韓国の全国は8店舗があるけど安城市にもドルビーシネマがある。)
•  安城郷校
•  竹州山城
•  ミリネ聖地
•  安城聖堂
•  安城マッチュムランド
•  湖 (約70湖があるんで首都圏最大)
•  カフェ(全国で美しい大型カフェが最も多い)
• 飛鳳山

## アンソンマッチュム
アンソンマッチュム（안성맞춤）は直訳すると「安城合わせ」「安城あつらえ」となるが、これは朝鮮語の慣用句のひとつで「おあつらえ向き」「打ってつけ」と訳される。
かつて安城で精度の高い真鍮製品（安城鍮器）が生産されており、安城の職人に注文すると注文どおりの器がつくられたことから、あるいは器と蓋を合わせると隙間なく合わさったことから、「安城鍮器のようにぴったり合う」としてこのような表現ができたと、一般的な辞書では説明されている。
安城市は「アンソンマッチュムの都市・安城」をスローガンとしており、「アンソンマッチュム」を冠した文化施設や農産物によって産業振興を図っている。

## 姉妹都市
韓国国内
- ソウル特別市鍾路区
  - 都農複合都市と政治都市との相互発展のため安城市より提起
  - 2005年4月29日 － 姉妹結縁締結

韓国国外
- 遼中区（中華人民共和国遼寧省瀋陽市）
  - 交流先を模索中、京畿道の姉妹都市である遼寧省から推薦を受ける
  - 1996年10月23日 － 友好交流協力合意書締結
  - 1997年10月22日 － 姉妹結縁締結

- 永和区（台湾・新北市）
  - 両市の青年会議所の交流から拡大
  - 1998年2月7日 － 友好交流合意書交換
  - 2000年2月11日 － 姉妹結縁締結

- ベロゴルスク市（ロシア連邦アムール州）
  - 韓京大学およびネヘホル営農総合法人とベロゴルスク市との交流を経て、ベロゴルスク市から提起
  - 2003年5月29日 － 友好交流合意書交換

## 出身者
- 洪思翊 － 日本の軍人、1889年安城出身。